# مسعود الثاني الغزنوي
مسعود الثاني الغزنوي مجهول تاريخ الميلاد والوفاة، حكم الدولة الغزنوية في عام 1049.
استولى على العرش مسعود الثاني بعد وفاة والده مفدود، وقد أنجبت إبنه جغري بك مسعود الثاني، ولإنه كان صغيرا إهتمت أمه بأعمال الدولة لفترة قصيرة في ذلك العهد، إلا أن زعماء الدولة قاموا بتنحية السلطان مسعود الثاني في 29 ديسمبر 1049، وحل محله السلطان على بن مسعود. وفور تولى السلطان علي الحكم قام بحبس عمه عبد الرشيد، وعين وزيه قائدًا للجيش وأرسل جيشا إلى سيستان. إلا أن الوزير قام بإخراج عبدالرشيد بن محمد أكبر أعضاء الأسرة من السجن وأعلنه الحاكم. وعندما رأي السلطان على أن الجيش في صالح عمه حاول الهرب ولكن تم الإمساك به ووضع في الحبس.